# Гута-Бушинская
Гута-Бушинская (укр. Гута-Бушинська) — посёлок, входит в Тывровский район Винницкой области Украины.
Население по переписи 2001 года составляло 93 человека. Почтовый индекс — 23345. Телефонный код — 4355. Занимает площадь 4,77 км². Код КОАТУУ — 524580403.

## Местный совет
23345, Вінницька обл., Тиврівський р-н., с. Бушинка, вул. Кооперативна, 6